# Хенри Хазлит
Хенри Стюарт Хазлит (на английски: Henry Stuart Hazlitt, /ˈhæzlɪt/) е американски журналист.
Роден е на 28 ноември 1894 година във Филаделфия, но израства в Ню Йорк. През 1913 година прекъсва следването си в Градския колеж на Ню Йорк и започва работа в „Уол Стрийт Джърнъл“. През следващите десетилетия се налага като водещ автор по финансови и стопански теми, като работи в различни издания, най-продължително в „Ню Йорк Таймс“ (1934 – 1946) и „Нюзуик“ (1946 – 1966).
Хенри Хазлит умира на 9 юли 1993 година в Ню Йорк.